# Caseta de Ca la Miquela
La Caseta de Ca la Miquela és una obra del Vendrell (Baix Penedès) protegida com a Bé Cultural d'Interès Local.

## Descripció
Edifici aïllat de planta quadrangular situat al camí del Tomoví, sobre la Plaça Ramona Macipe. La construcció presenta una sola planta. La façana principal, situada de cara a la Plaça, es diferencia per l'escalinata d'accés i la porta d'arc de ferradura. Les façanes laterals presenten una finestra, cada una, en forma d'arc de ferradura; mentre que la posterior és totalment cega. Tota la construcció és rematada per una barana de balustres amb pinacles de ceràmica vidriada verda i en un dels extrems sobresurt una torre amb coberta de ceràmica vidriada de diferents colors.